# Eugeniusz Gerlach
Eugeniusz Gerlach (ur. 15 grudnia 1941 w Bieniawie k. Tarnopola) – polski artysta malarz.
W 1945 osiedlił się w Paczkowie. Tam też uczęszczał, w latach 1949–1955, do szkoły podstawowej. W latach 1955–1960 uczył się w Państwowym Liceum Sztuk Plastycznych we Wrocławiu. Od 1960 studiował w Akademii Sztuk Pięknych w Krakowie, na Wydziale Malarstwa i Grafiki. Malarstwo sztalugowe i architektoniczne (Dwór Łosośna Mała) studiował w pracowni Wacława Taranczewskiego, natomiast grafikę u Mieczysława Wejmana. Dyplom z wyróżnieniem uzyskał w 1966.
Od 1966 jest członkiem Związku Polskich Artystów Plastyków. Swoje prace prezentował na ok. 70 wystawach indywidualnych i ok. 80 zbiorowych. Były one nagradzane i wyróżniane.
Ponadto jest autorem książki „Ekspresja koloru”, Warszawa 2017, ISBN 978-83-949589-0-9

## Wybrane wystawy indywidualne
- 1961 - Malarstwo i grafika - Klub AGH Kraków
- 1969 - Malarstwo - Galeria Rytm - Kraków
- 1969 - Malarstwo - BWA Tarnów
- 1970 - Malarstwo - BWA Kielce
- 1970 - wystawa pokonkursowa malarstwa „Kraków  - Ludzie - Okolice” - Kraków
- 1976 - Malarstwo - Muzeum Okręgowe Przemyśl
- 1988 - Srebrna Odznaka „Za Zasługi dla Ziemi Krakowskiej”  - w uznaniu za cykl obrazów o tematyce krakowskiej
- 1996 - Malarstwo - Galeria PIK Kraków
- 2001 - Malarstwo - Ośrodek Kultury im. C.K. Norwida Kraków
- 2005 - Wystawa Malarstwa - Galeria Pegaz - Galeria Hetmańska
- 2006 - Malarstwo - Galeria „Stara Kotłownia” - Kraków
- 2006 - Malarstwo „Galeria M” Kraków
- 2007 - Malarstwo - Galeria „Turlej Galery” Kraków
- 2007 - Malarstwo Galeria Kocioł Artystyczny Kraków
- 2008 - Malarstwo - Galeria „Zamek”- Przemyśl
- 2010 - wystawa indywidualna malarstwa - Galeria "Na Żywo" - Radio Katowice
- 2011 - Sport w malarstwie - Muzeum Sportu i Turystyki w Warszawie
- 2011 - Malarstwo - TPSP Kraków - Górny Pałac Sztuki w Krakowie
- 2012 - Malarstwo - Muzeum Dwory Karwacjanów i Gładyszów - Gorlice
- 2012 - Malarstwo - Galeria „Na Piętrze” ZPAP Łódź
- 2012 - Zmysły sztuki - Muzeum Pałac w Wilanowie - Warszawa
- 2012 - Sport w sztuce - Muzeum Miasta Łodzi
- 2013 - Ekspresja - kolor - linia - Galeria CENTRUM - NCK Kraków
- 2013 - Ekspresja - kolor - linia - Galeria Arsenał w Muzeum Ziemi Prudnickiej - Prudnik
- 2013 - Cztery oblicza twórczości - Galeria DAP 3 OW ZPAP - Warszawa
- 2013 - Artyści w Łazienkach - Muzeum Łazienki Królewskie w Warszawie
- 2014 - Muzyczne inspiracje - Europejska Galeria Sztuki MILLENIUM HALL - Rzeszów
- 2014 - Linia i kolor - Galeria OG ZPAP - Gdańsk
- 2014 - Geometria i Ekspresja Koloru - Pałac pod Baranami - Kraków
- 2015 - Muzyczne inspiracje - Centrum Kultury ZAMEK - Galeria Profil - Poznań
- 2015 - Muzyczność sztuki - Galeria Panorama - Dwór w Tomaszowicach
- 2015/2016 - Alchemia koloru - Galeria Pryzmat - Kraków
- 2016 - Mistrzowie martwej natury - Pałac Sztuki TPSP - Kraków
- 2017 - Ekspresja koloru  - Muzeum Zagłębia  - Zamek w Będzinie
- 2017/2018 - Muzyka w obrazach – Filharmonia Podkarpacka w Rzeszowie

## Wybrane wystawy zbiorowe
- 1967 - Malarstwo Współczesne - Kraków
- 1968 - IV Festiwal Polskiego Malarstwa Współczesnego - Szczecin
- 1969 - Malarstwo Krakowskiego Okręgu ZPAP - BWA Kraków
- 1969 - Malarstwo Krakowskiego Okręgu ZPAP - Bytom - Opole - Zielona Góra
- 1969 - „Morza i jeziora” - TPSP Kraków
- 1970 - „Kraków  - Ludzie - Okolice” - Muzeum Historyczne Kraków
- 1970 - „Malarze i Obrazy” - BWA Kraków - BWA Tarnów
- 1970 - Wystawa Plastyków - Węgry
- 1970 - Wystawa malarstwa krakowskiego - Poznań
- 1971 - „Mała forma” - Galeria Pryzmat Kraków
- 1971 - „Salon Zimowy” - BWA Kraków
- 1973 - „Wawel w Twórczości Plastyków Współczesnych” - Kraków - Radom - Zakopane
- 1973 - „Bielska Jesień” - BWA Bielsko-Biała
- 1973 - „Młodzi Malarze Krakowa” - BWA Kraków - BWA Tarnów
- 1974 - II Targi Plastyki Współczesnej - Warszawa
- 1974 - „Salon Jesienny” - BWA Kraków
- 1975 - „Salon Wiosenny” - „Salon Jesienny” - BWA Kraków
- 1976 - „Sport w sztuce” - BWA Katowice
- 1985 - „Krakowscy Malarze i Graficy” - BWA Kraków
- 1999 - „Nowohucki Salon Sztuki” - Galeria Centrum Kraków
- 2004 - „Salon Zimowy” - Galeria Centrum Kraków
- 2009 - wystawa „Malarstwo współczesne z Krakowa”  - Frankfurt n.Menem (Niemcy)
- 2011 - wystawa „Salon 100-lecia ZPAP Okręgu Krakowskiego”  - BWA Kraków
- 2013 - „Pastels Salon International"  - Saint-Aulae (France)
- 2013 - VI Międzynarodowe Biennale Pasteli  - BWA Nowy Sącz
- 2017/2018 - Muzeum Miasta Wrocławia, Galeria Narodowa Zachęta w Warszawie, Muzeum Miasta Gdańska, Galeria Sztuki Współczesnej – BWA Katowice, Europejska Galeria Sztuki Millenium Hall w Rzeszowie – wystawa przed aukcyjna BLIŹNIEMU SWEMU